# Cadeguala
Cadeguala o Cadiguala fue un toqui mapuche elegido en 1585 tras la muerte en batalla del toqui anterior Nongoniel. Cadeguala fue un notable guerrero y fue el primer toqui mapuche que supo emplear con éxito la caballería en la batalla. Fue muerto en un duelo con el comandante de la guarnición española de fuerte de Purén en 1586.

## Carrera militar
Muy joven entró en el ejército mapuche, aunque él era un noble, y poco a poco ganó la promoción al grado de general. El Toqui, Cayancura, le dio el mando de un fuerte ejército para atacar la ciudad de Angol, aunque no tuvo éxito, luego marchó a asediar la ciudad de Arauco logrando entrar en ella. Cayancura después tenía la intención de atacar el Fuerte Santísima Trinidad, que vigilaba del paso del río Bío-Bío, pero un cuerpo de tropas españolas al mando de Francisco Hernández salió y derrotó a Cadeguala. Esto le obligó a retirarse a las montañas. Fue seguido hasta allí por el teniente gobernador de Chile, intentando Cayancura una emboscada, solo para ser descubierto, derrotado y asesinado, con 50 de sus hombres, el 14 de noviembre de 1586. El mismo día Cadeguala fue elegido toqui por aclamación.

### Elegido Toqui
Tras su elección, Cadeguala comenzó sus operaciones contra los españoles y luego atacó Angol con la ayuda de los indios aliados que provocaron incendios en la ciudad. Sin embargo, la llegada del gobernador de Alonso de Sotomayor inspiró un contraataque de los residentes que habían huido a la ciudadela obligando a los mapuches a salir de la ciudad. Privado de éxito allí, siguió con el asedio de la fortaleza española en Purén el año siguiente con 4.000 guerreros. Ofreció a la guarnición la posibilidad de retirarse, que fue rechazada. Luego lanzó un reto al comandante de la fortaleza, Alonso García de Ramón, a un combate singular para decidir el destino de la fortaleza. Los dos líderes lucharon a caballo con lanzas, y Cadeguala cayó muerto por arma de su oponente. Incluso al morir, el guerrero mapuche no quiso admitir la derrota, y trató en vano de montar su caballo de nuevo. Su ejército levantó el sitio, pero después de la elección de Guanoalca como toqui, regresó a combatir con éxito a la mal abastecida fortaleza de Purén. 
| Predecesor: Nongoniel | Toqui (Jefe Militar) 1585-1586† | Sucesor: Guanoalca |